# Short Motorsport
Short Motorsport, vorher Short Motor Sport, ist ein brasilianischer Hersteller von Automobilen und Zubehör.

## Unternehmensgeschichte
Das Unternehmen Short Motor Sport aus São Paulo gehörte zu Fabio Taccari Design. In den frühen 1980er begann die Entwicklung von Automobilen. 1994 war der erste Prototyp fertig. Seit den 2000er Jahren entstehen in Handarbeit einzelne Fahrzeuge, etwa zwei Stück pro Jahr. Der Markenname lautet Short. Inzwischen firmiert das Unternehmen als Short Motorsport und gibt dafür das Gründungsjahr 2011 an.

## Fahrzeuge
Der erste Prototyp Racer von 1994 basierte auf dem Fahrgestell des VW Brasília, das auf 212 cm gekürzt wurde. Der luftgekühlte Vierzylindermotor mit 2200 cm³ Hubraum war im Heck montiert.
2002 folgte der Turbo EX. Er hatte ein moderneres Fahrgestell. Ein ebenfalls luftgekühlter Motor von Volkswagen do Brasil war wiederum im Heck montiert. Er leistete mit Hilfe eines Turboladers 150 PS aus 1800 cm³ Hubraum. Das zweisitzige Coupé mit Targadach war 350 cm lang.
Als Nächstes wurde der Turbo GT vorgestellt. Er hatte einen ähnlichen Motor mit 180 PS Leistung. Eine andere Quelle nennt das Modell Turbo GT AR und gibt 185 PS an.
Erst der SRT ging in Kleinserienproduktion. Er hatte einen wassergekühlten Motor von VW mit 1800 cm³ Hubraum, Turbolader und 220 PS Leistung. Eine andere Quelle nennt die Modellbezeichnung Turbo GT AP und 237 PS Leistung.
Weiter werden ein Spider und der GTO mit Motor von Audi genannt.
Der Short E mit gleicher Karosserie ist der Versuch eines Elektroautos. Die beiden Elektromotoren treiben jeweils ein Hinterrad an.